# Krasnaja Rieczka (rejon nowoburaski)
Krasnaja Rieczka (ros. Красная Речка) – wieś (sieło) w Rosji, w obwodzie saratowskim, w rejonie nowoburaskim. W 2010 liczyła 107 mieszkańców.